# 情牵两世
《情牵两世》（羅馬化：Tawee Pope）是由泰国Dara Video制作，卡曼妮·耶美肯、阿卡盼·纳玛查领衔主演的泰国古装爱情剧。此剧是继1990年电影、1994年泰国第7电视台电视剧、2004年的《曼谷红玫瑰》、2005年及2011年的舞台剧后再度改编自泰国著名小说家彤玛·扬蒂在 “Sakulthai”杂志上发表的小说《两个世界》的作品，2011年8月1日起每周一至周二晚上8时25分通过泰国第7电视台播出。此剧主要讲述了一名女子通过古董镜穿越至拉玛五世国王统治时期后与外交使臣相知相爱的故事，播出后获得不俗的反应，收视率排名前10。然而，亦有些原著书粉对于女主形象的改编感到愤怒与失望。

## 演员阵容
- 卡曼妮·耶美肯[9] 饰演 Maneechan Manowan（Manee）
- 阿卡盼·纳玛查 饰演 Luang Akarathep Warakorn（Luang Thep），外交使臣。
- 那·特哈沙丁·那·阿育他亚 饰演 Drong医生
- 甘格拉·对贤格拉 饰演 Kulawarang（Kul）
- 皮查亚东·彭潘 饰演 Raiwat
- 丰迪帕·瓦查拉泽固 饰演 Mae Prayong
- 拉塔鹏·塔纳帕特 饰演 Luang Krai
- 松希·努诺卡空希（英语：Songsit Roongnophakunsri） 饰演 Chao Khun Wisarn Kadee

## 制作
2011年1月19日晚上10时，玛诺普·萨马巴特因哮喘发作在Mongkutwattana医院（โรงพยาบาลมงกุฏวัฒนะ）逝世，享寿65岁。由于拍摄尚未完成，电视台改派Penlak Udomsin接替其在此剧中的后续工作。